# Hedworth Meux
Pour les articles homonymes, voir Lambton (homonymie) et Meux.
Hedworth Meux (prononcé Mews, né Lambton, né le 5 juillet 1856 à Londres, mort le 20 septembre 1929 à Danebury) est un officier de la Royal Navy.

## Biographie
Il est le fils de George Lambton, 2e comte de Durham et de Beatrix Frances Hamilton (fille de James Hamilton, 1er duc d'Abercorn). Hedworth Lambton fait ses études à la Cheam School puis rejoint la Royal Navy en tant que cadet dans le navire-école HMS Prince of Wales le 15 janvier 1870. Il rejoint la frégate HMS Endymion dans l'escadre de la Manche en décembre 1871 et, après avoir été promu midshipman, il est transféré sur la frégate blindée HMS Agincourt, navire amiral de l'escadre de la Manche. Il rejoint la frégate HMS Undaunted à Sheerness en mars 1875 et, après avoir été promu sous-lieutenant le 20 septembre 1875, il est transféré sur le cuirassé HMS Alexandra, navire amiral de la Mediterranean Fleet fin 1876. Promu lieutenant le 27 février 1879, il devient lieutenant de pavillon du commandant en chef de la flotte méditerranéenne en février 1880 et assiste au bombardement d'Alexandrie en juillet 1882 pendant la guerre anglo-égyptienne. Il reçoit l'ordre du Médjidié, troisième classe, le 3 février 1883.
Lors du bombardement d'Alexandrie, il sert comme lieutenant de pavillon sur le HMS Invincible sous l'amiral Seymour et y fait le célèbre signal « Well Done Condor » au HMS Condor.
Promu commandant le 10 mars 1883, Lambton fréquente le Royal Naval College de Greenwich, puis devint aide de camp de John Spencer, 5e comte Spencer, qui est à l'époque lord-lieutenant d'Irlande. Lambton devient commandant du sloop HMS Dolphin dans la Mediterranean Fleet en juillet 1886 et commandant du yacht royal HMY Osborne en février 1888. Promu capitaine le 30 juin 1889, il devient capitaine de pavillon auprès du commandant en chef de la Pacific Station sur le croiseur HMS Warspite en 1890. Il reçoit l'Ordre turc du Médjidié, deuxième classe, le 17 février 1890.
Lambton devient Naval Secretary privé d'Earl Spencer, le First Lord of the Admiralty, en 1894 et continue dans cette fonction auprès du vicomte Goschen lorsqu'il est First Lord of the Admiralty en juin 1895. Spencer et Goschen, qui sont tous deux des politiciens et non des officiers de marine, se fient à Lambton qui a ainsi une importance dans la nomination de hauts fonctionnaires de la marine, mais son jugement ne correspond pas toujours à celui des officiers de la marine qui sont contrariés de ne pas être promus. Il devient commandant du croiseur HMS Powerful sur la China Station en 1897.
Lors du voyage du retour en 1899, Lambton reçoit l'ordre de se rendre à Durban, en Afrique du Sud, à un moment important de la seconde guerre des Boers. Il s'arrête à Maurice et, de sa propre initiative, prend un bataillon de soldats qui y sont stationnés. Sachant que les forces britanniques à Ladysmith ont un besoin urgent d'armes plus puissantes, le capitaine Percy Scott du sister-ship du Powerful, le croiseur HMS Terrible, conçoit des affûts pour transporter des canons navals, Lambton conduit une brigade navale à la rescousse avec quatre canons de 12 livres et deux autres canons.
La réponse enthousiaste en Grande-Bretagne aux héros de Ladysmith est énorme et fait du capitaine Hedworth Lambton une personnalité publique. Lambton est nommé compagnon de l'Ordre du Bain pour ses services en Afrique du Sud le 13 mars 1900.
C'est dans ce contexte que Lambton a rencontré Valerie, Lady Meux, une mondaine. Après avoir entendu l'histoire des canons navals à Ladysmith, elle avait commandé six canons de 12 livres à fabriquer et à envoyer en Afrique du Sud. Lambton l'a invitée en Afrique et à louer l'esprit patriotique de son don. Lady Meux est touchée par cet hommage et rédige un testament faisant de Lambton l'héritier de la grande fortune laissée par son mari Henry Brent Meux à sa mort en 1900, y compris sa maison à Theobalds Park dans le Hertfordshire. La seule condition est que Lambton change son nom en Meux.
Il devient aide de camp naval de la reine Victoria le 9 janvier 1901, assiste à ses funérailles le 2 février 1901 puis devient aide de camp naval du roi Édouard VII le 25 février 1901.
Lambton est transféré au commandement du yacht royal HMY Victoria and Albert en avril 1901 et devient Commodore, Royal Yachts le 23 juillet 1901, lorsqu'il prend le commandement du nouveau yacht, également nommé HMY Victoria and Albert. Pour son service à la famille royale, il est nommé commandant de l'Ordre royal de Victoria le 16 août 1901 et est également nommé écuyer supplémentaire du roi le 9 novembre 1902.
Promu contre-amiral le 3 octobre 1902, Lambton devient commandant en second de la Channel Fleet, dans le cuirassé HMS Magnificent, en juin 1903. Il est ensuite commandant du troisième escadron de croiseurs de la flotte méditerranéenne, à bord du croiseur blindé HMS Leviathan, en novembre 1904. Pendant ce temps, il est un allié de Charles Beresford dans un différend entre Beresford et John Fisher au sujet des politiques de la marine. Il est promu chevalier commandeur de l'Ordre royal de Victoria le 16 avril 1906. Promu vice-amiral le 1er janvier 1907, il devient commandant en chef de la China Station, à bord du croiseur cuirassé HMS King Alfred en janvier 1908. Il est promu chevalier commandeur de l'Ordre du Bain le 26 juin 1908, assiste aux funérailles du roi Édouard VII en mai 1910 et devient écuyer supplémentaire du roi George V le 10 juin 1910.
À la suite du décès de Lady Meux en décembre 1910, Lambton change son nom de famille par licence royale en Meux, comme stipulé dans le testament de Lady Meux, lui permettant ainsi d'hériter d'une fortune substantielle. En 1910, Lambton épouse Mildred Cecilia Harriet, fille de Henry Sturt, 1er baron Alington et veuve de Henry Arthur Cadogan ; ils n'auront pas d'enfants, ce sont cinq beaux-enfants, qui ont hériteront de l'essentiel de sa succession.
Promu amiral à part entière le 1er mars 1911, on l'estime pour devenir First Sea Lord mais il a une réputation de séducteur ; à la place, il devient Commander-in-Chief, Portsmouth en juillet 1912. Il est promu chevalier Grand-Croix de l'Ordre du Bain le 3 juin 1913.
Lorsque la Première Guerre mondiale éclate, la principale responsabilité de Meux est de défendre les communications transmanche, y compris le transport du Corps expéditionnaire britannique traversant la France. Il initie et organise un service de patrouille de sauvetage de petites embarcations. Il est promu Admiral of the fleet le 5 mars 1915 et reste dans la Royal Navy jusqu'en février 1916, date à laquelle il se présente comme candidat conservateur à l'élection partielle de Portsmouth. Il prononce quelques discours au parlement sur les affaires navales mais néglige le travail parlementaire en général et se retire aux élections générales britanniques de 1918. Il prend sa retraite de la Marine le 5 juillet 1921.
Meux est désormais libre de poursuivre son intérêt de longue date pour les chevaux et les courses. Il est éleveur d'abord avec un entraîneur dans le Yorkshire, puis dans les écuries de course de Theobalds Park, une partie de l'héritage de Lady Meux. Il meurt le 20 septembre 1929 à Danebury, un domaine qu'il avait acheté dans le Hampshire, et est enterré au cimetière de Cheshunt.